# アイドルシリーズ

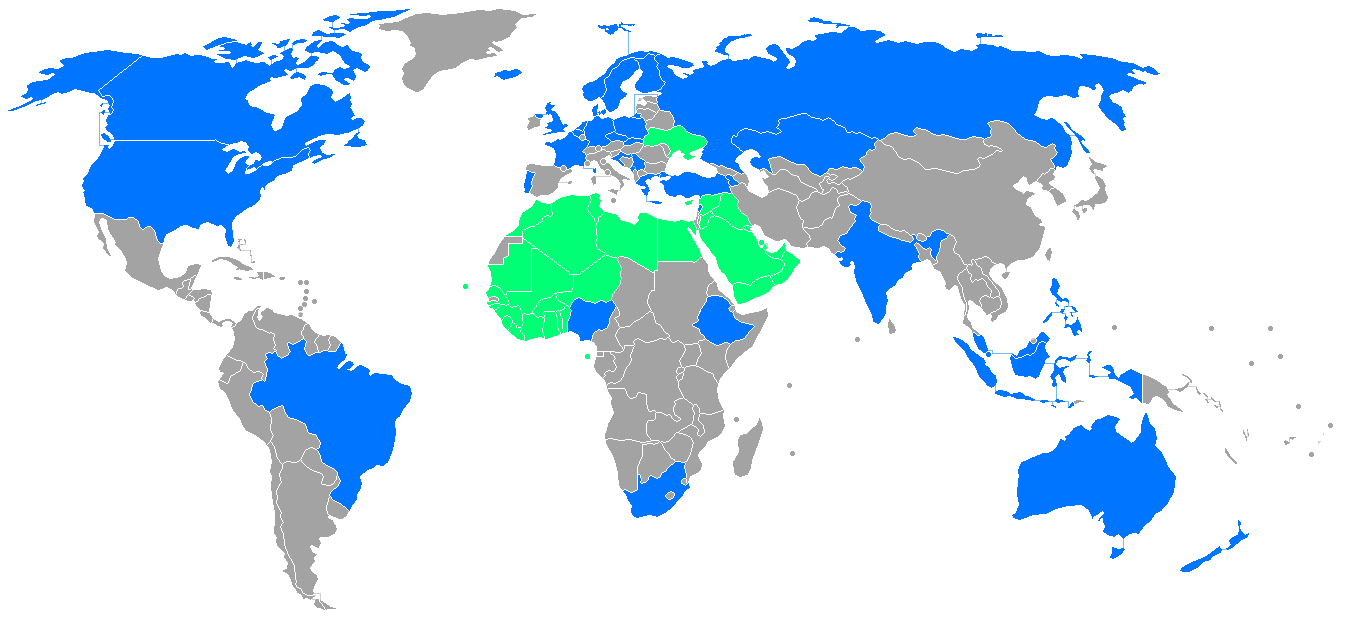
青が番組を制作されている国(緑は共同制作)

アイドルシリーズは、イギリスで2001年9月に放送されたポップアイドルを皮切りに、世界30カ国以上で放送されているリアリティ番組・音楽オーディション番組シリーズの一種。番組はCKX系の19エンターテイメントとフリーマントルメディアが制作し、各国の民間テレビ局でフォーマットして放送されている。なお、各国には（国名）アイドルというタイトルがつく。

## フォーマット

### 司会
司会は男女2人であることが多いが、アメリカやカナダなどでは1人が単独司会をしている。

### 審査員
審査員は音楽業界を代表する3名が務める。なお、地区オーディションからグランドファイナルまで厳正なる審査をしなければならない。さらに、参加者に対して評価やアドバイスのコメントをする。また、フランスでは2006年度からスコアカードを記録するシステムが導入された。

### パフォーマンスステージ
アイドルになるには規定の期間内に放送局に参加募集を行う。ただ、年齢制限や地域限定などのものもある。地区オーディションではアカペラで1コーラス程度で歌う。審査員からよい評価が出ればセカンドオーディションへ進む。この段階で200人程度に絞られる。
セカンドオーディションでは実際の劇場でピアノの伴奏で歌い、最高24名まで絞る。ワイルドカード(敗者復活)もあるが、1人しか通過できない。
テレビ局のスタジオで行われるセミファイナルでは男女に分かれて、生バンドでの伴奏により歌い、電話とSNSによる投票で毎週2名ずつ脱落し、12名まで絞られる。いずれもセミファイナル・ファイナルの間には歌唱レッスンが要求される。
ファイナルでは規定のテーマに基づき行われ、最終的に2名まで絞る。なお、規定のテーマが導入されたのはオーストラリア。例題としては80年代のヒット曲や、著名アーティストのヒット曲などが挙げられる。
グランドファイナルは最終決戦の位置づけとして、2,000人以上のホールで行われる。例として、アメリカはノキア・シアター、オーストラリアは結果発表のショーのみシドニー・オペラハウスで行う。最高得票者が優勝しアイドル誕生となり、シングルが発売される。